# Raúl de Mortimer
Raúl de Mortimer también Ranulph de Mortimer y Ralph of Wigmore (Saint-Victor-en-Caux, c. 1065-Wigmore c. 1104), fue un noble anglonormando, señor de Saint-Victor-en-Caux, Mortemer-sur-Eaulne y Wigmore. Señor de las Marcas Galesas (latín medieval: Marchia Walliae) de Shropshire, Herefordshire y Cheshire. Recibió su heredad en vida de su padre Roger de Mortemer y propiedades en Inglaterra de Guillermo I de Inglaterra tras acompañarle en la conquista normanda de Inglaterra y participar en la batalla de Hastings (1066). Según los cronistas de la época fue «el caballero más valiente de su estirpe.»
Como la mayoría de los barones anglonormandos, se enriqueció gradualmente, acumulando propiedades mientras otros las perdían. Antes de 1075 recibió propiedades en Headbourne Worthy, cerca de Winchester (Hampshire). En Wiltshire obtuvo el señorío de Hullavington, que anteriormente había pertenecido a Harold Godwinson. El Conquistador le dio otras posesiones, en Lincolnshire y Yorkshire. Fue después de 1075, tras la rebelión de los Condes, que recibió la baronía de Wigmore (Herefordshire), que formaba parte de las tierras confiscadas a Roger de Breteuil, segundo conde de Hereford. Wigmore se encuentra en las Marcas galesas y tiene un castillo construido por Guillermo FitzOsbern (m. 1071).
Obtuvo más propiedades en Hampshire, Leicestershire y Warwickshire. Era noble vasallo y senescal de Roger II de Montgomery, en Shropshire. Cuando se escribió el Libro Domesday (1086), Raúl era un barón de segundo rango que poseía tierras en doce condados y tenía 18 feudos en Inglaterra.
Tras la muerte de Guillermo el Conquistador en 1087, se puso del lado de Roberto Courteheuse, el nuevo duque de Normandía, contra William Rufus, heredero del Reino de Inglaterra. Estuvo con Courteheuse en Normandía a finales de marzo de 1088, probablemente planeando la invasión a través del Canal. Más tarde ese año, regresó a Inglaterra y unió fuerzas con otros barones de la Marca Galesa, Roger de Lacy, Bernard de Neufmarché y Roger II de Montgomery, para rebelarse contra el rey. Forman un ejército y devastaron Worcestershire. Luego atacaron Worcester, pero son derrotados por el ejército del obispo Wulfstan de Worcester. Su rebelión murió entonces por sí sola, especialmente desde que Roger II de Montgomery se reconcilió con el rey. 
Raúl pudo haberse refugiado en Normandía pues en 1090, William Rufus compró su apoyo durante su campaña en el este del ducado. Pero unos años más tarde, regresó junto a Roberto Courteheuse, aunque se reconcilió con Rufus cuando Roberto partió a la primera cruzada en 1096. La última referencia que la historia nos deja de él es su presencia al lado de Enrique I de Inglaterra antes de 1104. Se desconoce la fecha exacta de su muerte.

## Herencia
Raúl se casó con Millisent [Melisende] de Ferrers (de Ferrières) (c. 1065-1087), con quien tuvo una hija:
- Hawise de Mortimer (c. 1078-1139), esposa de Étienne d'Aumale († 1128), conde d'Aumale.
- Roger o Robert de Mortimer (n. 1100-?), murió joven.

En segundas nupcias, se casó con Mabel (m. 1088), de estirpe desconocida. Con quien tuvo dos hijos: 
- Hugo (m. 1090-1142), señor de Wigmore. Sucesor de su padre en Normandía y en Inglaterra;

Otros hijos:
- Guillermo de Mortimer (c. 1090), posiblemente ilegítimo. Se convierte en terrateniente en la marca anglo-galesa.